# Charles Du Cane

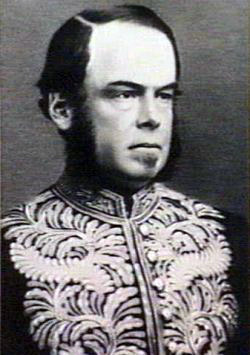
Charles Du Cane

Sir Charles Du Cane (* 5. Dezember 1825 in Ryde auf der Isle of Wight; † 25. Februar 1889 auf dem Familiensitz Braxted Park, Essex) war ein konservativer britischer Abgeordneter sowie von 1868 bis 1874 Gouverneur von Tasmanien.

## Leben
Du Cane wurde 1825 als Sohn von Charles Du Cane of Braxted Park und Frances Prideaux-Brun geboren. Er besuchte die Charterhouse School in Surrey und später das Exeter College in Oxford. Von 1848 bis 1855 war Du Cane Schlagmann in der Mannschaft des Marylebone Cricket Club.
1852 wurde er zunächst als Abgeordneter für Maldon in Essex ins britische Unterhaus (House of Commons) gewählt. Die Wahl wurde jedoch wenig später für ungültig erklärt, nachdem sich herausstellte, dass Du Canes Mitarbeiter Bestechungsgelder gezahlt hatten; Du Cane soll davon nichts gewusst haben. 1857 wurde er als Abgeordneter für North Essex erneut ins House of Commons gewählt, und behielt das Mandat bis 1868.
1869 wurde Du Cane zum Gouverneur von Tasmanien ernannt und am 15. Januar in Hobart vereidigt. Seine Amtszeit war geprägt von starkem Aufschwung der Kolonie, vor allem aufgrund zunehmender Industrialisierung, einem Rohstoffboom und verbesserter Kommunikationsmöglichkeiten zwischen Tasmanien, dem australischen Festland und England. Im November 1874 verließ Du Cane Hobart und wurde nach seiner Rückkehr nach England 1875 als Knight Commander des Order of St. Michael and St. George geadelt. 1889 starb er auf dem Familiensitz Braxted Park in der Nähe der Ortschaft Great Braxted.
Nach ihm ist die Du Cane Range in Tasmanien benannt.